# هوش محاسباتی
هوش محاسباتی شاخه‌ای از هوش مصنوعی است که در آن از الگوریتم‌هایی مانند شبکه‌های عصبی، محاسبات تکاملی، سیستم‌های فازی، تئوری یادگیری و  روش های احتمالی استفاده می‌شود.
هوش محاسباتی (CI) مجموعه‌ای از رویکردها و روش‌شناسی‌های محاسباتی است. این روش ها الهام‌گرفته از طبیعت هستند و برای حل مسائل پیچیده‌ای از دنیای واقعی‌ استفاده می شوند که استفاده از روش‌های قدیمی، همچون اصول مدل‌سازی یا مدل‌سازی آماری صریح، برای حل آنها غیرمفید یا ناشدنی باشد.